# NRZI
NRZI код (Non Return to Zero Invertive) —  один из способов линейного кодирования(физического кодирования, канального кодирования, импульсно-кодовая модуляция, манипуляция). Кодирование применяется при передаче дискретных сообщений по цифровым каналам связи. Для формирования сигнала на выходе приёмника применяется кодирование, т.е. сопоставление данным сигнала по правилу. В соответствие с NRZI кодом сигнал на выходе кодирующего устройства является двухуровневым. 

## Варианты кодирования
Различают следующие варианты формирования сигнала в соответствие с кодом NRZI:
- Вариант №1: при поступлении логической «единицы» на вход кодирующего устройства меняется уровень потенциала в канале связи, а при поступлении логического «нуля» состояние потенциала в линии связи не меняется[4][5][6];
- Вариант №2: при поступлении логического «нуля» на вход кодирующего устройства меняется уровень потенциала в канале связи, а при поступлении логической «единицы» состояние потенциала в линии связи не меняется[7][8].

Одной из задач при передаче данных по цифровому каналу связи является синхронизация приёмника с передатчиком. Синхронизация приемника и передатчика может осуществляется в моменты времени, когда на вход кодирующего устройства поступает логическая «единица», для эффективного применения стараются использовать в кодируемом сообщении максимально большое количество логических «единиц» («нулей») и избегать длинных последовательностей логических «нулей» («единиц»), чтобы состояние потенциалов менялось как можно чаще. Иногда для синхронизации приемника и передатчика вводят избыточные последовательности битов содержащих логические «единицы» («нули») (скремблирование).

## Преимущества
- Простота реализации кодирующего устройства (переключение потенциального уровня только при поступлении на вход кодирующего устройства логической «единицы» («нуля»)).

## Недостатки
- Плохая самосинхронизация (когда состояние потенциального уровня не меняется), при построении кода стараются избегать сочетания логических «нулей» в данных на входе кодирующего устройства и увеличивать количество логических «единиц»[9];
- Ёмкостное сопротивление — нарастание в цифровом канале связи постоянной составляющей (паразитной ёмкости), которая препятствует функциональности оборудования[9].

## Применение
- USB интерфейс [8][10];
- FDDI[11];
- 100 Base-FX[6].